# Секретний гарнізон
«Секретний гарнізон» (англ. Garrison) — американський кінофільм режисера Роберто Фаенца, що вийшов на екрани в 2008 році.

## Сюжет
Сержант Кросс – зразковий солдат. За його спиною кілька гарячих точок і безліч орденів і медалей. Та зараз його підозрюють у вбивстві, і тільки його старий бойовий товариш зможе відстояти честь і життя героя перед обличчям суворих суддів військового трибуналу.

## У ролях
| Актор                | Роль |
| -------------------- | ---- |
| Джеймс Барнс         | -    |
| Елізабет Інгаллс     | -    |
| Керрі Вальдеррама    | -    |
| Ерік Коллінз         | -    |
| Шеллі Карлін-Блек    | -    |
| Джейсон Кокс         | -    |
| Брент Боллер         | -    |
| Анджеліка Брук Аллен | -    |
| Еві А. Армстронг     | -    |
| Ерін Бендел          | -    |

## Знімальна група
- Режисер — Керрі Вальдеррама
- Сценарист — Керрі Вальдеррама
- Продюсер — Аарон Маркетт, Ларрі Янг, Керрі Р. Аллен
- Композитор — Дуглас Едвард